# Gerald Portal
Sir Gerald Herbert Portal (* 13. März 1858 in Laverstoke Park, Hampshire; † 25. Januar 1894 in Westminster, London) war ein britischer Diplomat in Afrika.

## Leben
Portal wurde 1887 als Abgesandter nach Äthiopien entsandt, um zwischen Italienern, die Ansprüche auf Äthiopien stellten, und Kaiser Yohannes IV. zu vermitteln.
1889 bis 1891 war er Abgesandter auf Sansibar, wo er unter anderem den Sultan Chalifa ibn Said von der Abschaffung der Sklaverei überzeugen soll. Zudem war er es, der die indische Glanzkrähe auf Sansibar ansiedelte, um einheimische Schädlinge zu bekämpfen, die sich allerdings später selbst zur Plage entwickelte.
Vom 6. März 1891 bis zum 12. Dezember 1892 war er Generalkonsul in Sansibar und wurde am 6. August 1892 zum Knight Commander des Order of St Michael and St George geschlagen.
Frederick Lugard warb im Oktober 1882 in England für die Einrichtung eines britischen Protektorats in Uganda, das die Imperial British East Africa Company (I.B.E.A.Co), die britische Handelsgesellschaft für Ostafrika, in Buganda ablösen sollte. Portal wurde ins Land geschickt, um im Auftrag der britischen Regierung ein Gutachten über die mögliche Finanzierung zu erstellen. Am 1. April 1893 ließ Portal erstmals den Union Jack über Fort Kampala hissen, am 29. Mai 1893 schloss er einen Vertrag mit dem damaligen König Mwanga, Kirchenvertretern und Moslems, der Buganda faktisch unter britisches Protektorat stellte. Offiziell wurde Buganda am 18. Juni 1894 Protektorat.
Portal unterstützte die militärischen Überlegungen Frederick Lugards zur Gründung von Forts an der Grenze zwischen den Königreichen von Toro und Bunyoro, weshalb eines davon 1900 nach ihm Fort Portal benannt wurde, in welcher Stadt sein Standbild zu sehen ist. Er ließ sich mit seiner Verwaltung in Entebbe nieder, das bis zur Unabhängigkeit 1962 die Hauptstadt Ugandas blieb.

## Werke
- The British Mission to Uganda in 1893

| Personendaten    | Personendaten                        |
| ---------------- | ------------------------------------ |
| NAME             | Portal, Gerald                       |
| ALTERNATIVNAMEN  | Portal, Gerald Herbert               |
| KURZBESCHREIBUNG | britischer Diplomat in Afrika        |
| GEBURTSDATUM     | 13. März 1858                        |
| GEBURTSORT       | Laverstoke Park, Hampshire, England  |
| STERBEDATUM      | 25. Januar 1894                      |
| STERBEORT        | City of Westminster, London, England |